# 陈国栋 (大兴)
陈国栋，直隶大兴人，清朝政治人物。
光绪四年（1878年）至光绪十年（1884年），擔任利川知县。